# Andalucía (ciclismo)
La Andalucía era una squadra maschile spagnola di ciclismo su strada, attiva nel professionismo dal 2005 al 2012.
Direttamente sponsorizzata e sostenuta dal governo dell'Andalusia, la squadra era diretta dall'ex ciclista Antonio Cabello. Dal 2006 al 2012 la formazione ebbe licenza Professional Continental, partecipando per sei volte alla Vuelta a España: come miglior risultato arrivò una vittoria di tappa con Luis Pérez Rodríguez nell'edizione 2007.

## Storia
La squadra venne fondata nella stagione 2005 con il nome Andalucía-Paul Versan. Seguendo l'esempio della Euskaltel-Euskadi, era stata concepita come una squadra per soli atleti provenienti dall'Andalusia. Venne inserita nella categoria Continental, con una rosa formata in gran parte da neoprofessionisti. Vinse la sua prima corsa grazie a David Fernández, che si impose nel Circuito de Getxo. Nella stagione 2006 la squadra venne promossa nella categoria Professional Continental, potendo così partecipare su invito agli eventi del ProTour. Adolfo García Quesada vinse la prima tappa della Volta Ciclista a Catalunya, prima vittoria in una corsa ProTour per la Andalucía. Luis Pérez Romero vinse inoltre due tappe e la generale della Vuelta a Chihuahua in Messico.

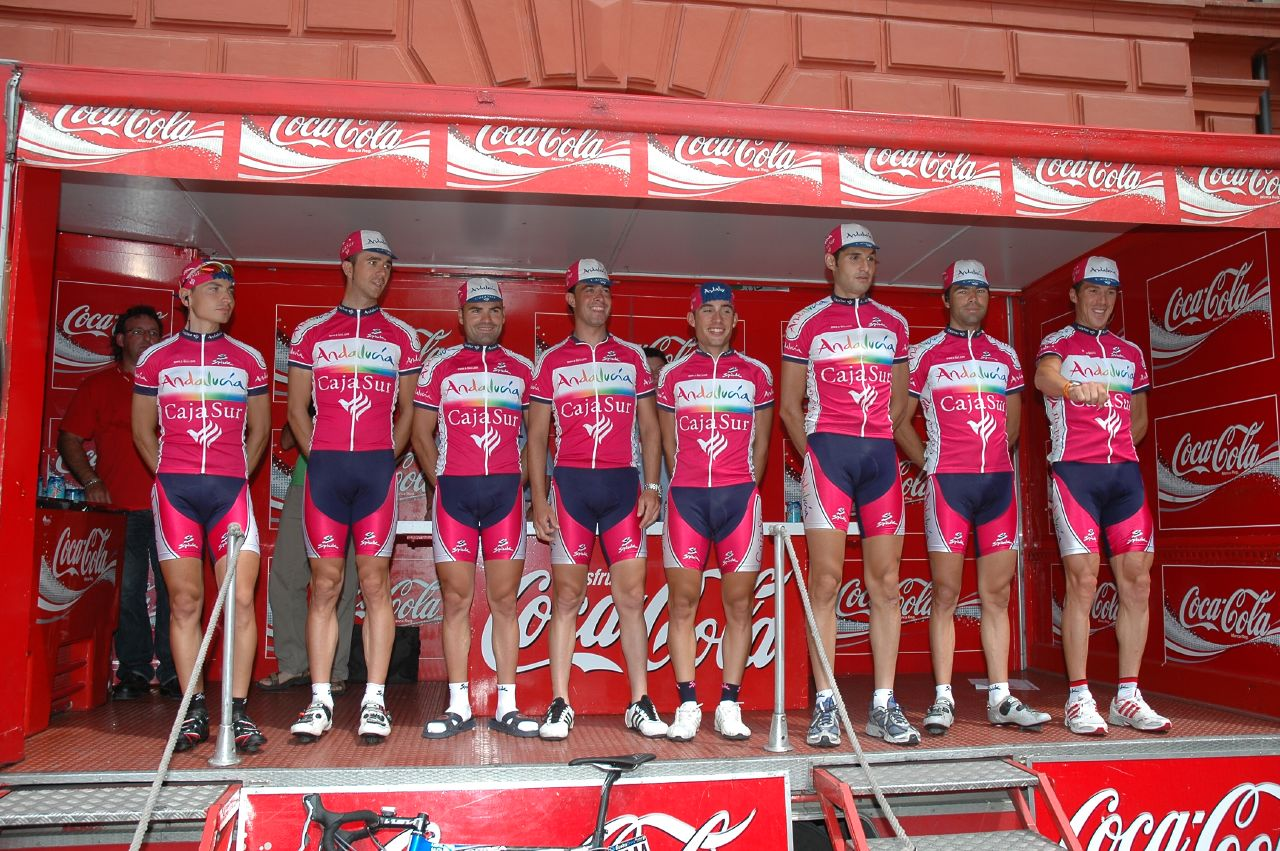
La squadra alla presentazione dell'Euskal Bizikleta 2007

Nel 2007 la Cajasur, cassa di risparmio gestita dalla Chiesa cattolica, subentrò come secondo sponsor. In settembre la Andalucía fu invitata per la prima volta alla Vuelta a España. Luis Pérez Rodríguez conquistò una tappa e si classificò diciottesimo, miglior risultato di sempre per la squadra. Pérez in quella stagione vinse anche la prima tappa e la generale della Clásica de Alcobendas. L'anno dopo José Luis Carrasco si aggiudicò una tappa della Volta Ciclista a Catalunya, mentre Francisco Ventoso vinse una tappa alla Vuelta a Castilla y León e alla Vuelta a La Rioja.
La stagione 2009 dell'Andalucía si aprì con una vittoria di tappa del neoacquisto Xavier Tondó al Tour de San Luis in Argentina; in seguito Tondó si replicò vincendo il prologo a cronometro della Vuelta a Andalucía. L'altro neoacquisto Ángel Vicioso vinse la quinta tappa della Vuelta a Asturias. Per la stagione 2010 la Andalucía cedette Tondó alla Cervélo, mentre lo storico direttore sportivo Juan Martínez Oliver diede le dimissioni per motivi familiari, venendo sostituito dall'argentino Fernando Devecchi, fino ad allora manager della formazione giovanile. La squadra risentì di queste novità negative: le uniche tre vittorie riportate dalla Andalucía nella stagione furono opera di Vicioso, che avrebbe a sua volta cambiato squadra a fine stagione. Jesús Rosendo fu invece accusato di doping ma ne uscì pulito.
Proprio Rosendo ottenne la prima vittoria per la squadra nel 2011: una tappa della Rutas de América, corsa uruguaiana. Ulteriori successi arrivarono con Juan José Lobato, al Circuito de Getxo, e con José Vicente Toribio, in una tappa del Giro del Portogallo. Da questa stagione la squadra prese il nome di Andalucía-Caja Granada, cambiando anche i colori della divisa (da fucsia a bianco-blu); l'anno dopo mutò comunque ancora divisa, passando al colore celeste. Proprio nel 2012 i ciclisti della formazione andalusa ottennero altri successi, benché di minor rilievo: quattro tappe su undici alla Vuelta a Chile, una tappa alla Vuelta a Andalucía con Javier Ramírez, due tappe e la graduatoria finale (ancora con Ramírez) nell'Azerbaijan International Tour, una tappa al Tour of Qinghai Lake in Cina.
All'inizio della stagione 2013 la dirigenza, non riuscendo a rispettare le garanzie richieste almeno per una licenza UCI Continental, è costretta a sciogliere la squadra: la causa indicata sono debiti derivanti dal mancato accordo economico con il Ministero del turismo, del commercio e dello sport andaluso. Lo scioglimento porta così trenta persone tra atleti e staff tecnico a rimanere senza impiego, e lascia senza squadra 150 ciclisti delle categorie giovanili.

## Cronistoria

### Annuario
| Anno | Codice | Nome                   | Cat. | Biciclette | Dirigenza                                                                                     |
| ---- | ------ | ---------------------- | ---- | ---------- | --------------------------------------------------------------------------------------------- |
| 2005 | APV    | Andalucía-Paul Versan  | CT   | Orbea      | Manager: Antonio Cabello Dir. sportivi: Juan Martínez Oliver                                  |
| 2006 | APV    | Andalucía-Paul Versan  | PCT  | Orbea      | Manager: Antonio Cabello Dir. sportivi: Juan Martínez Oliver                                  |
| 2007 | ACA    | Andalucía-Cajasur      | PCT  | Orbea      | Manager: Antonio Cabello Dir. sportivi: Juan Martínez Oliver, Francisco Cabello               |
| 2008 | ACA    | Andalucía-Cajasur      | PCT  | Orbea      | Manager: Antonio Cabello, Sandra Núñez Dir. sportivi: Juan Martínez Oliver, Francisco Cabello |
| 2009 | ACA    | Andalucía-Cajasur      | PCT  | Orbea      | Manager: Antonio Cabello Dir. sportivi: Juan Martínez Oliver                                  |
| 2010 | ACA    | Andalucía-Cajasur      | PCT  | Orbea      | Manager: Antonio Cabello Dir. sportivi: Fernando Devecchi                                     |
| 2011 | ACG    | Andalucía-Caja Granada | PCT  | Orbea      | Manager: Antonio Cabello Dir. sportivi: Fernando Devecchi, Francisco José Martínez            |
| 2012 | ACG    | Andalucía              | PCT  | Orbea      | Manager: Antonio Cabello Dir. sportivi: Fernando Devecchi, Francisco José Martínez            |

### Classifiche UCI
| Anno | Classifica | Pos. | Migliore cl. individuale    |
| ---- | ---------- | ---- | --------------------------- |
| 2005 | Europe T.  | 31º  | Carlos Castaño (27º)        |
| 2006 | Europe T.  | 40º  | Adolfo García Quesada (66º) |
| 2007 | Europe T.  | 45º  | Manuel Vázquez (99º)        |
| 2007 | America T. | 19º  | Luis Pérez Romero (41º)     |
| 2008 | Europe T.  | 59º  | Francisco Ventoso (117º)    |
| 2009 | Europe T.  | 24º  | Xavier Tondó (14º)          |
| 2009 | America T. | 28º  | Xavier Tondó (151º)         |
| 2009 | World Cal. | 29º  | Xavier Tondó (123º)         |
| 2010 | Europe T.  | 30º  | Ángel Vicioso (26º)         |
| 2010 | World Cal. | 32º  | Javier Moreno (251º)        |
| 2011 | Europe T.  | 62º  | Juan José Lobato (121º)     |
| 2011 | America T. | 25º  | Antonio Piedra (132º)       |
| 2011 | Asia T.    | 31º  | Pablo Lechuga (141º)        |
| 2012 | Europe T.  | 75º  | Adrián Palomares (244º)     |
| 2012 | America T. | 31º  | Juan José Lobato (169º)     |
| 2012 | Asia T.    | 16º  | Javier Ramírez (23º)        |

## Palmarès
Aggiornato al 31 dicembre 2012.

### Grandi Giri
- Giro d'Italia

Partecipazioni: 0
- Tour de France

Partecipazioni: 0
- Vuelta a España

Partecipazioni: 6 (2007, 2008, 2009, 2010, 2011, 2012)
Vittorie di tappa: 1
2007: 1 (Luis Pérez)
Vittorie finali: 0
Altre classifiche: 0

## Organico 2012
Aggiornato al 31 dicembre 2012.

### Staff tecnico
|  | Naz.                 | Ruolo | Sportivo                |  |  |  |
|  | -------------------- | ----- | ----------------------- |  |  |  |
|  | Spagna (bandiera)    | GM    | Antonio Cabello         |  |  |  |
|  | Argentina (bandiera) | DS    | Fernando Devecchi       |  |  |  |
|  | Spagna (bandiera)    | DS    | Francisco José Martínez |  |  |  |

### Rosa
|  | Naz.              |  | Sportivo                       | Anno |  |  |
|  | ----------------- |  | ------------------------------ | ---- |  |  |
|  | Spagna (bandiera) |  | José Aguilar Vega              | 1980 |  |  |
|  | Spagna (bandiera) |  | Antonio Cabello                | 1990 |  |  |
|  | Spagna (bandiera) |  | José Luis Cano                 | 1988 |  |  |
|  | Spagna (bandiera) |  | Sergio Carrasco                | 1985 |  |  |
|  | Spagna (bandiera) |  | Gustavo César Veloso           | 1980 |  |  |
|  | Spagna (bandiera) |  | Javier Chacón                  | 1985 |  |  |
|  | Spagna (bandiera) |  | Fran Clavijo (stagista)        | 1989 |  |  |
|  | Spagna (bandiera) |  | Pablo Lechuga                  | 1990 |  |  |
|  | Spagna (bandiera) |  | Juan José Lobato               | 1988 |  |  |
|  | Spagna (bandiera) |  | Román Osuna                    | 1989 |  |  |
|  | Spagna (bandiera) |  | Adrián Palomares               | 1976 |  |  |
|  | Spagna (bandiera) |  | Javier Ramírez                 | 1978 |  |  |
|  | Spagna (bandiera) |  | José Luis Roldán               | 1985 |  |  |
|  | Spagna (bandiera) |  | Jesús Rosendo                  | 1982 |  |  |
|  | Spagna (bandiera) |  | Jesús Alberto Rubio (stagista) | 1992 |  |  |
|  | Spagna (bandiera) |  | Eloy Ruiz                      | 1989 |  |  |
|  | Spagna (bandiera) |  | Jordi Simón                    | 1990 |  |  |
|  | Spagna (bandiera) |  | José Vicente Toribio           | 1985 |  |  |
|  | Spagna (bandiera) |  | Andrés Vigil (stagista)        | 1988 |  |  |